# 81-540.9/541.9
81-540.9/541.9 — тип вагонов метрополитена, выпущенный ЗАО «Вагонмаш». Является модификацией вагонов 81-540/541 с незначительными изменениями. Вагоны модели 81-540.9 — моторные головные, 81-541.9 — промежуточные.

## История
Вагоны 81-540.9/541.9 были созданы в 2005 году на Петербургском заводе «Вагонмаш» на базе модификации 81-540.5/541.5, с использованием комплектующих от вагонов типа 81-540.8/553.3 Вагоны данной модификации были выпущены специально к открытию станции метро Парнас, для поддержания необходимого парного графика движения поездов.

## Описание
Маска головных вагонов выполнена в классическом форм-факторе, число фар аналогично вагонам 81-540.5 — 5 штук. Салон вагонов по большей части стеклопластиковый, разработан фирмой «Автокомпозит». Салон первых 12 вагонов аналогичен вагонам 81-553.3/554.3. Остальные вагоны имеют стандартный салонокомплект.